# Limnephilus borealis
Limnephilus borealis là một loài Trichoptera trong họ Limnephilidae. Chúng phân bố ở miền Cổ bắc.